# Кампинья-де-Кармона
Кампинья-де-Кармона (исп. Campiña de Carmona)  — район (комарка) в Испании, входит в провинцию Севилья в составе автономного сообщества Андалусия.

## Муниципалитеты
| Муниципалитет        | Население | Площадь км² | Плотность населения чел./км² |
| -------------------- | --------- | ----------- | ---------------------------- |
| Кармона (Севилья)    | 27.221    | 924         | 29,46                        |
| Эль-Висо-дель-Алькор | 17.497    | 20          | 874,85                       |
| Ла-Кампана           | 5.260     | 125         | 42,08                        |
| Майрена-дель-Алькор  | 18.710    | 69          | 271,16                       |